# Jean Bruni
Pour les articles homonymes, voir Bruni.
Jean Bruni (San Benedetto del Tronto, 8 août 1882 - Moricone, 12 décembre 1905) est un prêtre passionniste italien reconnu vénérable par l'Église catholique. 

## Biographie
Il naît le 8 août 1882 à San Benedetto del Tronto dans une famille chrétienne. Il est très tôt attiré par la vie de prière. À dix ans, il ressent l'appel à la vie religieuse lors d'un pèlerinage à la sainte Maison de Lorette. 
En 1894, Il rencontre des missionnaires du Sacré-Cœur de Jésus et lit avec intérêt les Annales de Notre-Dame du Sacré-Cœur. Il décide de les rejoindre mais les Pères du Sacré-Cœur lui demandent des frais de formation, ce qui est financièrement difficile pour sa famille. Pourtant, il est certain que c'est sa voie et ne désire que le couvent. Lors d'une prédication à San Benedetto, un père passioniste apprend le fait et décide de prendre le garçon dans son institut sans parler d'argent. Dès lors, Jean ne pense plus qu'aux passionistes et lit la biographie de saint Paul de la Croix. Sa famille espère que la vie pénitente et austère des passionistes le fasse renoncer mais c'est le contraire qui se produit. Il part pour Rome le 29 mai 1896 où il est accueilli par le bienheureux Bernard-Marie de Jésus, supérieur général des passionnistes.
Il va d'abord à Rocca di Papa, puis au bout d'un an, le 9 juin 1897, il est envoyé au noviciat de Soriano nel Cimino et reçoit l'habit le 21 juin suivant. Il fait sa profession religieuse le 10 août 1898 à Moricone sous le nom de Jean du Saint-Esprit. Il réside dans diverses maisons religieuses pour étudier en vue du sacerdoce. Il montre une aptitude dans les études et ses supérieurs notent son excellente mémoire, ainsi que sa vie de prière et de recueillement. Beaucoup le compare à saint Louis de Gonzague, saint Jean Berchmans et saint Gabriel de l'Addolorata.
Mais en 1902 apparaissent des signes de tuberculose ; le 4 juillet 1904, à Rome, il est victime d'hémoptysie. Il est transféré à San Marcello car le climat est plus favorable à sa santé et se remet un peu. En octobre 1904, il retrouve des forces suffisantes pour poursuivre ses études au sanctuaire de Notre-Dame de l'Étoile de Montefalco (it) où il est ordonné prêtre le 4 décembre suivant, à 22 ans, par dispense papale. En juin 1905, à la suite d'une autre hémoptysie, il est de nouveau transféré à San Marcello puis à Moricone, en octobre de la même année, pour passer l'hiver sous un climat plus doux. C'est là qu'il décède le 12 décembre 1905.

## Culte
En 1932, ses restes sont transférés dans la chapelle des moniales passionistes de Ripatransone. Il est reconnu vénérable le 9 juin 1983 par Jean-Paul II. Depuis le 27 janvier 1985, il repose dans l'église abbatiale de San Benedetto del Tronto. 